# Blaberus giganteus
Blaberus giganteus (рус. Гигантский лесной таракан) — вид тараканов из семейства Blaberidae.

## Распространение
Вид обитает в Центральной и северной части Южной Америки. Обитают в дождевых лесах Мексики, Гватемалы, Панамы, Колумбии, Венесуэлы, Бразилии, Тринидада и Тобаго, Гайаны, Суринама и Французской Гвианы.

## Описание
Это один из крупнейших тараканов в мире. Длина тела самцов достигает 7,5 см, а самок — 10 (по другим данным 9) см.

## Питание
Blaberus giganteus — всеядные ночные падальщики, но большую часть их рациона все же составляет растительный материал.